# Scottish Division One 1961-1962
La Scottish Division One 1961-1962  è stata la 65ª edizione della massima serie del campionato scozzese di calcio, disputato tra il 23 agosto 1961 e il 28 aprile 1962 e concluso con la vittoria del Dundee, al suo primo titolo.
Capocannoniere del torneo è stato Alan Gilzean (Dundee) con 24 reti.

## Classifica finale
Fonte:
|       | Pos. | Squadra         | Pt | G  | V  | N  | P  | GF | GS | QR    |
| ----- | ---- | --------------- | -- | -- | -- | -- | -- | -- | -- | ----- |
|       | 1.   | Dundee          | 54 | 34 | 25 | 4  | 5  | 80 | 46 | 1,739 |
| [ 3 ] | 2.   | Rangers         | 51 | 34 | 22 | 7  | 5  | 84 | 31 | 2,710 |
|       | 3.   | Celtic          | 46 | 34 | 19 | 8  | 7  | 81 | 37 | 2,189 |
|       | 4.   | Dunfermline     | 43 | 34 | 19 | 5  | 10 | 77 | 46 | 1,674 |
|       | 5.   | Kilmarnock      | 42 | 34 | 16 | 10 | 8  | 74 | 58 | 1,276 |
|       | 5.   | Hearts          | 38 | 34 | 16 | 6  | 12 | 54 | 49 | 1,102 |
|       | 7.   | Partick Thistle | 35 | 34 | 16 | 3  | 15 | 60 | 55 | 1,091 |
|       | 8.   | Hibernian       | 33 | 34 | 14 | 5  | 15 | 58 | 72 | 0,806 |
|       | 9.   | Motherwell      | 32 | 34 | 13 | 6  | 15 | 65 | 62 | 1,048 |
|       | 10.  | Dundee Utd      | 32 | 34 | 13 | 6  | 15 | 70 | 71 | 0,986 |
|       | 11.  | Third Lanark    | 31 | 34 | 13 | 5  | 16 | 59 | 60 | 0,983 |
|       | 12.  | Aberdeen        | 29 | 34 | 10 | 9  | 15 | 60 | 73 | 0,822 |
|       | 13.  | Raith Rovers    | 27 | 34 | 10 | 7  | 17 | 51 | 73 | 0,699 |
|       | 14.  | Falkirk         | 26 | 34 | 11 | 4  | 19 | 45 | 68 | 0,662 |
|       | 15.  | Airdrieonians   | 25 | 34 | 9  | 7  | 18 | 57 | 78 | 0,731 |
|       | 16.  | St. Mirren      | 25 | 34 | 10 | 5  | 19 | 52 | 80 | 0,650 |
|       | 17.  | St. Johnstone   | 25 | 34 | 9  | 7  | 18 | 35 | 61 | 0,574 |
|       | 18.  | Stirling Albion | 18 | 34 | 6  | 6  | 22 | 34 | 76 | 0,447 |

Legenda:
      Campione di Scozia e qualificata in Coppa dei Campioni 1962-1963.
      Qualificata in Coppa delle Coppe 1962-1963.
      Invitata alla Coppa delle Fiere 1962-1963.
      Retrocesso in Scottish Division Two 1962-1963.
Regolamento:
Due punti a vittoria, uno a pareggio, zero a sconfitta.
A parità di punti, le posizioni in classifica venivano determinate sulla base del quoziente reti.